# Pleasure and Pain
Pleasure and Pain è un LP di Ben Harper e Tom Freund, pubblicato in vinile nel 1992.

## Tracce
1. Whipping Boy – 2:47 (Chris Darrow)
2. Jesus on the Main Line – 4:11 (tradizionale)
3. Pay the Man – 5:03 (David Lindley, George Pierrer)
4. Quarter of a Man – 4:25 (Bob "Frizz" Fuller)
5. Mama's Got a Girlfriend Now – 4:21 (B. Harper)
6. Angel from Montgomery – 5:32 (John Prine)
7. Click Yo' Heels – 4:24 (T. Freund)
8. You Should Have Come to Me – 4:25 (T. Freund)
9. Dust My Broom – 4:02 (R. Johnson)
10. Sweet Home Chicago – 3:45 (R. Johnson)
11. Pleasure and Pain – 4:56 (B. Harper)